# Polanco Peak
Der Polanco Peak (englisch; bulgarisch връх Поланко wrach Polanko) ist ein rund 721 m hoher und vereister Berg auf der Livingston-Insel im Archipel der Südlichen Shetlandinseln. Er ragt auf der Nordwestseite des Orpheus-Passes in Entfernungen von 525 m südöstlich des Burdick Peak, 3,125 km südwestlich des Bowles West Peak, 1,2 km nordwestlich des Zentrums des Plíska Ridge und 750 m nordöstlich des Burdick South Peak auf. Er ist umgeben vom Perunika-Gletscher im Nordosten, dem Huntress-Gletscher im Süden und dem Balkan-Schneefeld im Westen.
Erstmals bestiegen wurde der Berg am 20. November 2003 von einer Mannschaft der spanischen Juan-Carlos-I.-Station unter der Leitung des Bergsteigers Àlex Simón i Casanovas (* 1960). Die bulgarische Kommission für Antarktische Geographische Namen benannte ihn im April 2023 nach dem spanischen Diplomaten Alejandro Polanco Mata (* 1959) für dessen Beitrag zur Unterstützung der spanisch-bulgarischen Zusammenarbeit in Antarktika.